# 33809 Petrescu
33809 Petrescu è un asteroide della fascia principale. Scoperto nel 1999, presenta un'orbita caratterizzata da un semiasse maggiore pari a 2,359979 UA e da un'eccentricità di 0,197110, inclinata di 4,761689° rispetto all'eclittica. Ha un diametro di 3,317 km.